# Alkanna pindicola
Alkanna pindicola là loài thực vật có hoa trong họ Mồ hôi. Loài này được Hausskn. mô tả khoa học đầu tiên năm 1886.